# فرونتینو
فرونتینو (به ایتالیایی: Frontino) یک کومونه در ایتالیا است که در استان پزارو و اوربینو واقع شده‌است.

## خصوصیات
فرونتینو ۱۰٫۷۴ کیلومترمربع مساحت و ۳۰۷ نفر جمعیت دارد و ۵۱۹ متر بالاتر از سطح دریا واقع شده‌است.